# Santa Maria di Loreto
Santa Maria di Loreto, officiellt Santa Maria di Loreto al Foro Traiano, är en kyrkobyggnad i Rom, helgad åt Jungfru Maria, särskilt i hennes egenskap som Vår Fru av Loreto. Kyrkan är belägen vid Trajanus forum i Rione Trevi och tillhör församlingen  Santi XII Apostoli.

## Kyrkans historia
I början av 1500-talet fanns på denna plats ett litet kapell, helgat åt Vår Fru av Loreto. Detta kapell överläts av påve Alexander VI åt Università dei Fornari, bagarnas skrå. Kapellet visade sig dock snart vara för litet och man lät riva detta för att uppföra en ny kyrka. Ansvarig för bygget var Antonio da Sangallo den yngre och projektet inleddes år 1507. Byggprojektet förflöt långsamt och konsekreringen ägde inte rum förrän år 1534. Kyrkan hade vid denna tidpunkt endast ett provisoriskt tak.
Bygget avstannade vid flera tillfällen på grund av brist på medel. År 1573 fick en av Michelangelos elever, Giacomo del Duca, i uppdrag att uppföra kupolen, vilken fullbordades år 1577. Fem år senare var lanterninen klar.

## Exteriör
Kyrkans exteriör är klädd i tegel med arkitektoniska detaljer i travertin. Huvudfasaden, som vetter mot Trajanus forum, har en ingångsportal med en dedikationsinskription:
Ovanför denna sitter ett triangulärt pediment, buret av tvenne konsoler med lejonhuvuden. Pedimentets tympanon hyser Andrea Sansovinos skulptur Jungfrun och Barnet med det Heliga huset i Loreto, utförd år 1550.
Kupolen har en oktogonal tambur; i hörnen står två par pilastrar. Dessa bär upp ett entablement med en kornisch med modilioner. Oktogonens sida över portalen har ett rikt dekorerat fönster, krönt av två segmentbågepediment. Det undre vilar på kragstenar, utsmyckad med tofsar och små människohuvuden. Fönstret har även en ornamenterad balustrad. Själva kupolen har åtta ribbor, mellan vilka sitter oculi, ett större och ett mindre.
Kupolen kröns av en egenartat utformad lanternin, utförd av Giacomo del Duca år 1582. Den oktogonala lanterninens sidor är genombrutna med rundbågar med imposter. Från varje hörn utgår en skärmvägg med ett oculus och en fristående kolonnett, var joniska kapitäl är dekorerade med människohuvuden och hängande festonger. Ovanför dessa reser sig fialer.

## Interiör
Kyrkans interiör har en oktogonal grundplan.

## Bilder
| - Santa Maria di Loreto på Antonio Tempestas vy över Rom från år 1593. Till höger ses Trajanuskolonnen. - Lanterninen. - Den heliga Susanna, utförd av François Duquesnoy. |